# Трговинска школа у Нишу
Трговинска школа у Нишу је једна од четворогодишњих средњих школа на територији града Ниша и функционише у оквиру образовног система Републике Србије.
Основана је 1893. године и почела са радом у згради код Саборне цркве. Своју зграду је добила 1974. године где се и данас налази. Замишљена је као Економски школски центар у чијем саставу улазе: економска школа, школски трговински центар, угоститељско-туристичка школа. Трговинска школа је опремљена кабинетима за аранжере у трговини, трговинско пословање и два информатичка кабинета опремљена савременим рачунарима. Ученици имају могућност да праксу обављају у школској продавници али и у приватним трговинама у граду. По завршетку школовања, ученици који траже запослење релативно лако га налазе у супермаркетима, трговинским центрима, мањим продавницама, док ученици који наставе образовање на високим школама и факултетима у високом проценту завршавају студије.
Образовни профили у школи су: Комерцијалиста, аранжер у трговини, трговински техничар и трговац